# 広見村 (岐阜県)
広見村（ひろみむら）は、かつて岐阜県武儀郡にあった村である。
現在の関市広見、広見北町、広見東町に該当する。

## 歴史
- 1889年（明治22年）7月1日 - 町村制により、広見村が発足。
- 1897年（明治30年）4月1日 - 高野村、八幡村、小知野村、跡部村と合併し、南武芸村が発足。同日広見村は廃止。
- 1956年（昭和31年）9月29日 - 南武芸村のうち、旧・広見村の地域が関市に編入される[2]。